# Dactylolabis (Dactylolabis) novaezemblae
Dactylolabis (Dactylolabis) novaezemblae is een tweevleugelige uit de familie steltmuggen (Limoniidae). De soort komt voor in het Palearctisch gebied.